# Valerian – Die Stadt der tausend Planeten
Valerian – Die Stadt der tausend Planeten (Originaltitel: Valerian and the City of a Thousand Planets) ist ein Science-Fiction-Film des französischen Regisseurs Luc Besson, der auch als Drehbuchautor und Produzent des Films fungierte, mit Dane DeHaan und Cara Delevingne in den Hauptrollen. Der Film basiert auf Valerian und Veronique (Originaltitel: Valérian et Laureline), einer französischen Science-Fiction-Comic-Serie von Pierre Christin und Jean-Claude Mézières, deren erste Geschichte am 9. November 1967 erschien. Der Film kam am 20. Juli 2017 in die deutschen Kinos, nahezu 50 Jahre nach der Erstveröffentlichung der Comic-Serie.

## Handlung
Aus der ISS hervorgegangen, umkreist die stetig wachsende Raumstation Alpha die Erde. Als ab dem Jahr 2150 erste Außerirdische zu den Menschen aus allen Nationen der Erde dazukommen, fängt die Station wegen immer neuer Anbauten und andockender Schiffe an, das Kraftfeld der Erde zu beeinflussen. Daher wird Alpha mit Schubtriebwerken in Richtung der Magellanschen Wolken geschickt.
400 Jahre später auf dem Planeten Mül: Die tropische Ozeanwelt mit ihren blauen Lagunen und weißen Stränden wird von den Pearls, sanften, alterslosen Humanoiden, bewohnt. Sie leben in Harmonie mit kleinen, vierbeinigen Tieren, die als Transmutatoren die Perlen, die die Pearls auf dem Planeten sammeln, vervielfachen, wenn man sie damit füttert. Eines Tages wird Müls Idylle zerstört, als sich gewaltige Explosionen am Himmel zeigen und brennende Raumschiffe auf den Planeten stürzen. Als eine Feuerwalze über Mül hinwegfegt, schaffen es nur wenige, sich im Wrack eines der abgestürzten Raumschiffe in Sicherheit zu bringen. Alle anderen Planetenbewohner sterben bei der Katastrophe, so auch die Tochter des Kaisers, die im Sterben ihr Lebenssignal ins All sendet.
Dreißig Jahre danach empfängt Major Valerian an Bord seines Raumschiffes Intruder Signale von Mül, die er nicht einordnen kann. Auch  der Schiffscomputer, die künstliche Intelligenz Alex, kann die Signale nicht bestimmen. Valerian und Sergeant Laureline sind Spezialagenten der Regierung der menschlichen Territorien, die mit der Aufrechterhaltung von Recht und Ordnung im gesamten Universum beauftragt und mit der Intruder, die auch durch die Zeit reisen kann, unterwegs sind. Der junge Major hat es auf mehr als nur eine berufliche Beziehung mit seiner schönen Partnerin abgesehen, die selbstbewusste Laureline hält ihn jedoch für einen egoistischen Frauenhelden und zeigt ihm die kalte Schulter, wenn ihr Valerian romantische Avancen macht.
Auf Anordnung des Ministeriums sollen die beiden Gesetzeshüter auf dem Wüstenplaneten Kyrion einen Transmutator vom Planeten Mül suchen, der der letzte seiner Art ist. Valerian macht Laureline vor Beginn der Mission einen Heiratsantrag, den sie nicht ernst nimmt. Auf Kyrion befindet sich in einer anderen Dimension ein riesiger, geschäftiger Basar, der nur mit einem speziellen Helm gesehen werden kann. Valerian muss den Transmutator in einem Labyrinth von tausenden Ebenen finden und befreit ihn schließlich aus den Fängen eines Hehlers, als dieser ihn gerade an zwei überlebende Pearls verkaufen will. Allerdings hat Valerians Spezialausrüstung, mit der er zwischen verschiedenen Dimensionen hin und her springen kann, einen Defekt. Da die zur Unterstützung mitgekommene Militäreinheit nach und nach getötet wird, muss Laureline Valerian helfen. Zusammen mit dem Transmutator und einer Perle, die Valerian sicherstellen konnte, können beide mit ihrem Raumschiff fliehen. Valerian findet heraus, dass in der Perle zwanzig Megatonnen Energie stecken. Außerdem erkennt er Perle und Transmutator wieder: Er begegnete den beiden in einer Vision, die er kurz vor Missionsbeginn hatte.
Valerian und Laureline bringen das Wesen zu dem Fünf-Sterne-General Commander Arün Filitt in die interstellare Stadt Alpha, die sich mittlerweile 700 Millionen Meilen von der Erde entfernt hat, behalten es aus Sicherheitsgründen aber noch bei sich. Die Mega-Metropole Alpha beheimatet nunmehr tausende verschiedene außerirdische Spezies aus allen Winkeln des Universums. Sie alle haben ihre Technologien, Ressourcen, Talente und ihr Wissen zum Vorteil aller vereint. Allerdings scheint die Zukunft von Alpha in Gefahr, denn im Zentrum der Stadt ist die „Rote Zone“ entstanden. Diese ist radioaktiv, breitet sich aus, und alle bisher dorthin ausgeschickten Spähtrupps kamen nicht zurück. Darüber will der Commander im Sicherheitsrat berichten, besucht aber zuvor noch ein geheimes Labor, in dem ein Pearl gefangen gehalten, gefoltert und erfolglos verhört wird. Die anschließende Sitzung des Sicherheitsrats wird von einer Gruppe Pearls gestürmt, die alle Anwesenden, darunter auch die als Leibwächter des Commanders eingesetzten Valerian und Laureline, in Schleimkokons bewegungsunfähig machen und den Commander in die „Rote Zone“ entführen. Valerian befreit sich und verfolgt die Entführer, bis er vom Überwachungsschirm des Kontrollzentrums verschwindet. Eine telepathische Qualle hilft Laureline dabei, ihren Partner aufzuspüren. Als sie ihn gefunden hat, gerät sie selbst in die Hände einer Gruppe von Boulan-Bathor. Alex hat einen Plan, wie Valerian sie befreien kann. Er überzeugt Bubble, eine Formwandlerin, die in der Paradise Alley als Quickchangedresserin eine Show bietet, ihre Fähigkeiten einzusetzen, um in das Gebiet der Boulan-Bathor zu gelangen. Dort steht deren auf exotische Delikatessen versessener Kaiser gerade kurz davor, Laurelines Gehirn zu verspeisen. Gemeinsam töten sie einige der Boulan-Bathor; bei ihrer Flucht wird Bubble tödlich verletzt und stirbt in den Armen Valerians.
Valerians Visionen führen die beiden in die angebliche Todeszone von Alpha, die tatsächlich eine geheime Schutzzone der Pearls für ihr Raumschiff ist. Ihr Kaiser erzählt ihnen von der Zerstörung Müls und dass es die Menschen waren, die Schuld daran trugen, dass sechs Millionen ihrer Art, darunter seine Tochter Prinzessin Lïhio-Minaa, den Tod fanden. Der Commander kommandierte in der Schlacht ein Raumschiff und ließ Fusio-Geschosse abfeuern, die die feindliche Raumschiffflotte zum Absturz auf dem Planeten brachte und diesen zerstörte. Die Pearls, die sich in ein teilweise zerstörtes Raumschiff retten konnten, eigneten sich in der Folge die Sprache und das Wissen der Menschen an. Ihr Raumschiff wurde von Schrotthändlern eingesammelt und auf die Baustelle von Alpha verbracht, wo sie mit ihrem Wissen ein neues Raumschiff bauen konnten. Um dieses in Betrieb nehmen zu können, fehlt ihnen nur noch eine Energiequelle, wozu sie die Perle und den Transmutator brauchen. Diesen wollten sie auf dem Basar kaufen, als Valerian mit seinem Auftrag eingriff. Valerian zögert, den Pearls Transmutator und Perle zurückzugeben, doch Laureline kann ihn davon überzeugen, dass dies die einzig richtige Entscheidung ist. In ihrem Raumschiff können die Pearls so eine Simulation ihres zerstörten Planeten erschaffen. Die Kaiserin entlässt die Seele der Prinzessin Lïhio-Minaa, die Ursache seiner Visionen war, aus Valerian.
Die von General Okto Bar mit Zustimmung des Ministers angeordnete Militäroperation zur Rückeroberung der „Roten Zone“ und Befreiung des Commanders läuft unterdessen an. Der sich in der Gefangenschaft der Pearls befindliche Commander gibt zu, von den Bewohnern auf Mül gewusst zu haben. Dennoch befahl er den Angriff, um den Krieg zu gewinnen. Im Nachhinein hat er alle Informationen über Mül gelöscht und Mitwisser umgebracht, um Sanktionen für die Menschheit zu verhindern. Im Rahmen eines Funkgesprächs zwischen Valerian, ihm und der Kommandozentrale gelingt es dem Commander, seine K-Trons, Kampfroboter seiner Leibwache, zu aktivieren, die u. a. die Kommandozentrale angreifen und die meisten Soldaten der Angriffstrupps in der „Roten Zone“ töten. Nach einem opferreichen Kampf können die Pearls ihr Raumschiff starten und mit Valerian und Laureline entkommen. Die beiden werden von den Pearls in einer kleinen Rettungskapsel im All ausgesetzt. Bar kann den auf Alpha zurückgelassenen Commander verhaften. Laureline beantwortet schließlich den Heiratsantrag von Valerian, nachdem sie sich im Laufe der Ereignisse nähergekommen sind, mit einem Kuss und einem „Vielleicht“.

## Bedeutung der Comic-Vorlage für den Science-Fiction-Film

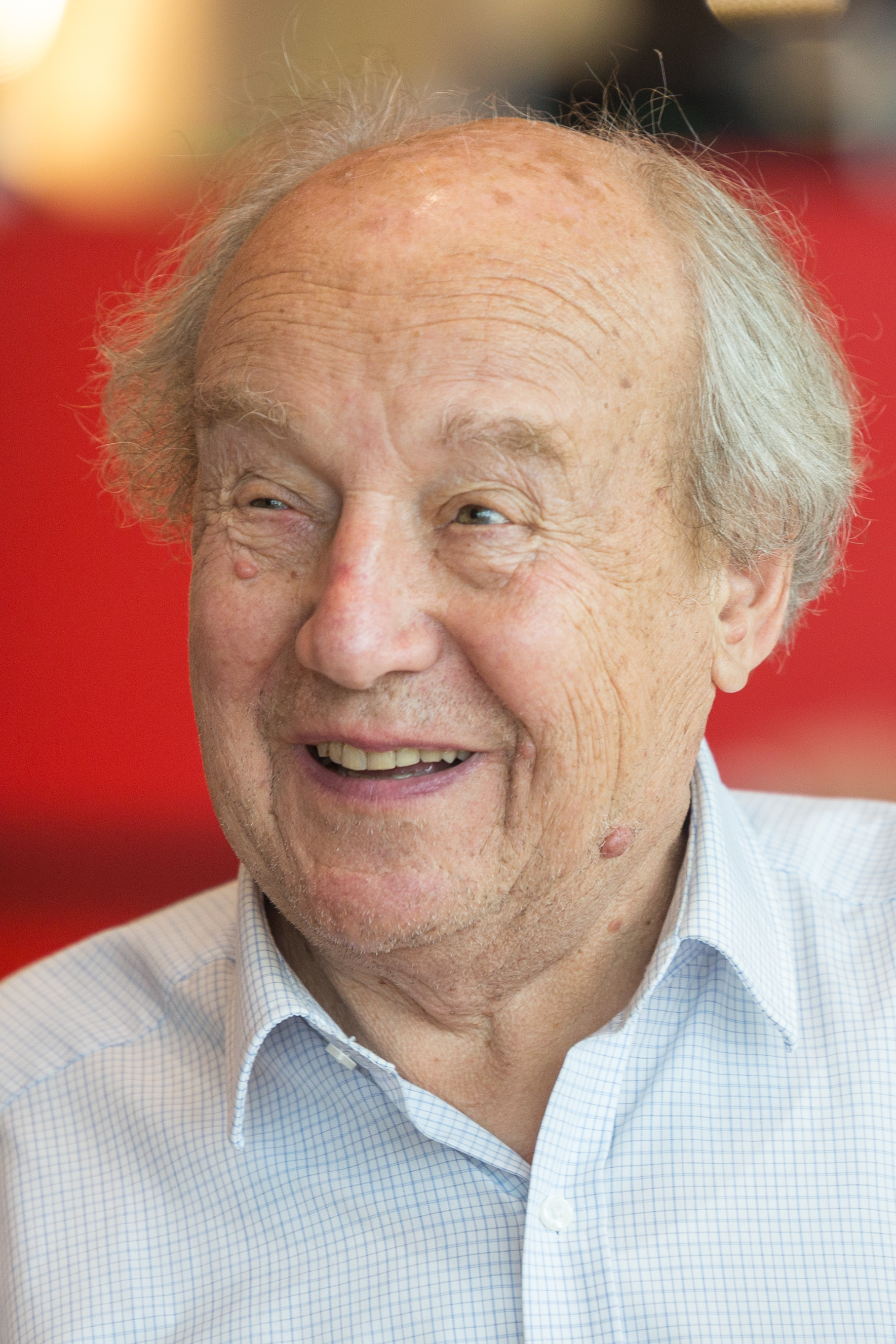
Jean-Claude Mézières

Auch wenn die Science-Fiction-Comic-Serie Valérian et Laureline von Pierre Christin und Jean-Claude Mézières, die Valerian – Die Stadt der tausend Planeten als Vorlage diente, eine Reihe von Science-Fiction-Filmen inspirierte, ist George Lucas, der Schöpfer von Star Wars, nie auf eventuelle Adaptionen eingegangen. Einige Stilelemente und Figuren der Comic-Serie weisen Ähnlichkeiten mit denen der Star-Wars-Filmreihe auf, so ähnelt das Sklavenmädchen-Outfit, das Laureline in einem Abenteuer von 1972 trug, dem Kostüm von Prinzessin Leia Organa in Die Rückkehr der Jedi-Ritter aus dem Jahr 1983. Weitere Ähnlichkeiten bestehen zwischen dem Millennium-Falken und Zeichnungen eines Raumschiffes in der Comic-Serie, und einige Aliens hatten darin einen Rüssel im Gesicht und Fell auf der Haut. Die erste Geschichte von Valérian et Laureline war im Jahr 1967 erschienen, Krieg der Sterne, der erste Teil der Star-Wars-Reihe, feierte 1977 seine Premiere. Die französische Comic-Serie war in den Vereinigten Staaten lange Zeit völlig unbekannt.

## Produktion

### Stab und Finanzierung

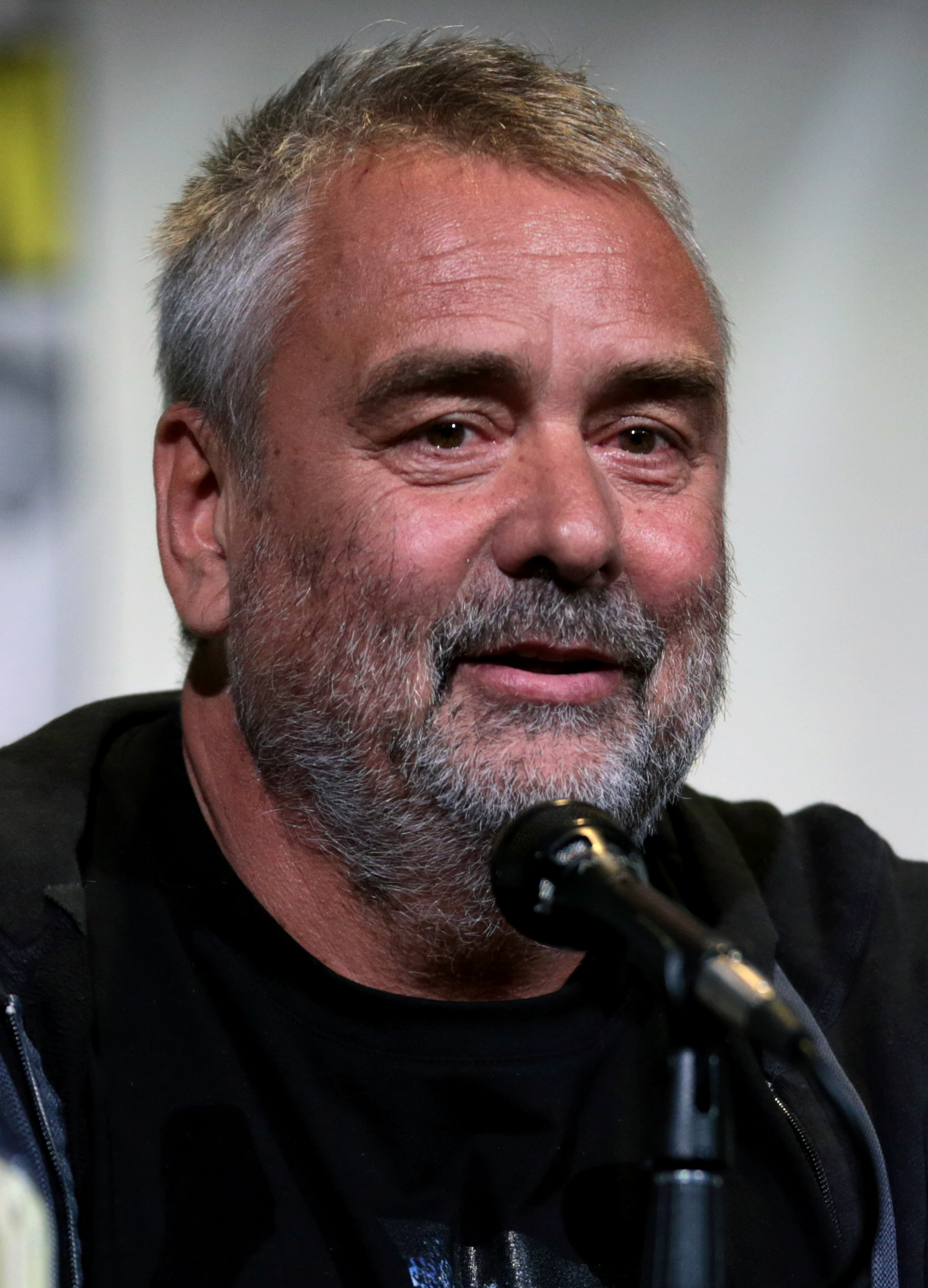
Regisseur Luc Besson

Die Regie übernahm Luc Besson, der auch als Drehbuchautor und Produzent des Films fungiert. Nach eigenen Aussagen wollte Besson die Comic-Vorlage schon seit vielen Jahren verfilmen; zudem würde der Regisseur gerne Fortsetzungen drehen, sollte sich die Möglichkeit ergeben. Besson las die von 1967 bis 2010 erschienene, weltweit erfolgreiche französische Comicreihe Valérian et Laureline von Jean-Claude Mézières und Pierre Christin bereits im Alter von zehn Jahren, und er sei, so Besson in Interviews auf der Comic-Con 2016, mit den beiden Hauptfiguren seitdem eng verbunden. Für den Regisseur war die Verfilmung der Comicreihe daher lange Zeit eine Herzensangelegenheit, allerdings dachte Besson jahrelang, es sei unmöglich, die Comicvorlage zu verfilmen. Als er jedoch den Film Avatar – Aufbruch nach Pandora im Kino gesehen hatte, wurde er nach eigenen Aussagen vom Gegenteil überzeugt und habe erst hiernach an eine werktreue Umsetzung des Stoffs geglaubt. James Camerons Technik sei die wichtigste Grundlage für die Verfilmung der Comicbuchreihe gewesen. Der Film basierte letztlich auf mehreren Comics der Vorlage, der Hauptteil der Handlung stammt jedoch aus Botschafter der Schatten, dessen Schauplatz das riesige Raumstationen-Konglomerat Central City ist. Weitere Motive stammen unter anderem aus den Bänden Im Reich der tausend Planeten und Willkommen auf Alflolol.
2012 wurde schließlich bekannt, dass der Film in die Tat umgesetzt werden soll, was später von Christophe Lambert, dem CEO von EuropaCorp bestätigt wurde. Am 12. Mai 2015 bestätigte Besson, dass er als Regisseur und Drehbuchautor des Films tätig sein werde, und gab zudem bereits die Hauptbesetzung des Films bekannt. Kofinanziert wurde der Film von BNP Paribas, Orange, Gulf Film, River Road Entertainment, Belga Films, TF1 Films Production, Fundamental Films sowie Universum Film. Ende August 2015 erklärte Besson in einem Radiointerview mit RTL, es sei sehr teuer gewesen, den Film in Frankreich zu drehen. Weil der Film in englischer Sprache gedreht worden war, seien keine Steuervergünstigungen eingeräumt worden, auch wenn er mit dem Film 1.200 Jobs in Frankreich geschaffen hatte. Besson hatte auch Mézières angeboten, als Konzeptdesigner des Films tätig zu werden. Als Kameramann konnte Besson den mehrfach für den César nominierten Thierry Arbogast gewinnen, mit dem er bereits für den Film Das fünfte Element zusammengearbeitet hatte. Dieser war ebenfalls von der Comic-Serie Valérian et Laureline inspiriert.
Für eine rund 18-minütige Actionszene nahm Besson die Hilfe der Studenten seiner Filmschule in Paris, der École de la Cité, die er im Jahr 2012 gegründet hatte, in Anspruch. Diese schufen eine Demoversion dieser Szene, die dann im Filmstudio mit den echten Schauspielern gedreht wurde.

### Besetzung und Synchronisation
Die beiden Hauptpersonen Valerian und Laureline werden im Film von Dane DeHaan und Cara Delevingne gespielt. Besson vergleicht die beiden Figuren mit Mr. & Mrs. Smith im Weltall, die sich zankend in ihrem Raumschiff durch eine verrückte Welt bewegen. Clive Owen hat die Rolle von Commander Arün Filitt übernommen und Sam Spruell die von General Okto Bar. Ethan Hawke übernahm die Rolle von Jolly the Pimp, und Kris Wu spielte Sergeant Neza.
Weitere Rollen werden von John Goodman (Stimme des Hehlers Igon Siruss) und Rutger Hauer (Präsident der Erdföderation) übernommen. Zudem sind im Film Diva Cam als Mâatri, Eric Lampaert als Thazzit, Roman Blomme als Boulan Bathor, Yun Lai als Valley Chinois, Andrew Tisba als ein Kortan Dahuk und Marion Roussignol als eine Pearl zu sehen. Des Weiteren haben Benoît Jacquot, Mathieu Kassovitz, Alain Chabat und Herbie Hancock im Film Cameo-Auftritte. Louis Leterrier, ein mit Besson befreundeter Filmemacher, hat im Film ebenfalls einen Cameo-Auftritt als ein Kortan Dahuk. Bei den Kortan Dahuk handelt es sich um eine sanftmütige, technologisch hoch entwickelte Rasse, die als erste Kontakt mit der Menschheit aufgenommen hatte.
Rihanna hat in dem Film eine Rolle als Gestaltwandlerin Bubble. Besson hatte sie nach eigenen Aussagen nicht gecastet, weil sie gut singen kann, sondern weil er von ihrem Talent als Schauspielerin überzeugt sei. Rihanna tritt als Gestaltwandlerin in einer Bar auf, die im Film von Ethan Hawke geführt wird, und hilft Valerian im Anschluss bei der Befreiung seiner Partnerin aus den Fängen der Boulan-Bathor.
Die deutsche Synchronisation entstand nach einem Dialogbuch von Christoph Cierpka und Tobias Neumann durch die Synchronfirma Scalamedia unter Cierpkas Dialogregie. Valerian wird von Constantin von Jascheroff gesprochen und Laureline von Maximiliane Häcke. Tom Vogt übernahm die Synchronisation von Arün Filitt und Martin Kautz die von General Okto Bar.

### Dreharbeiten

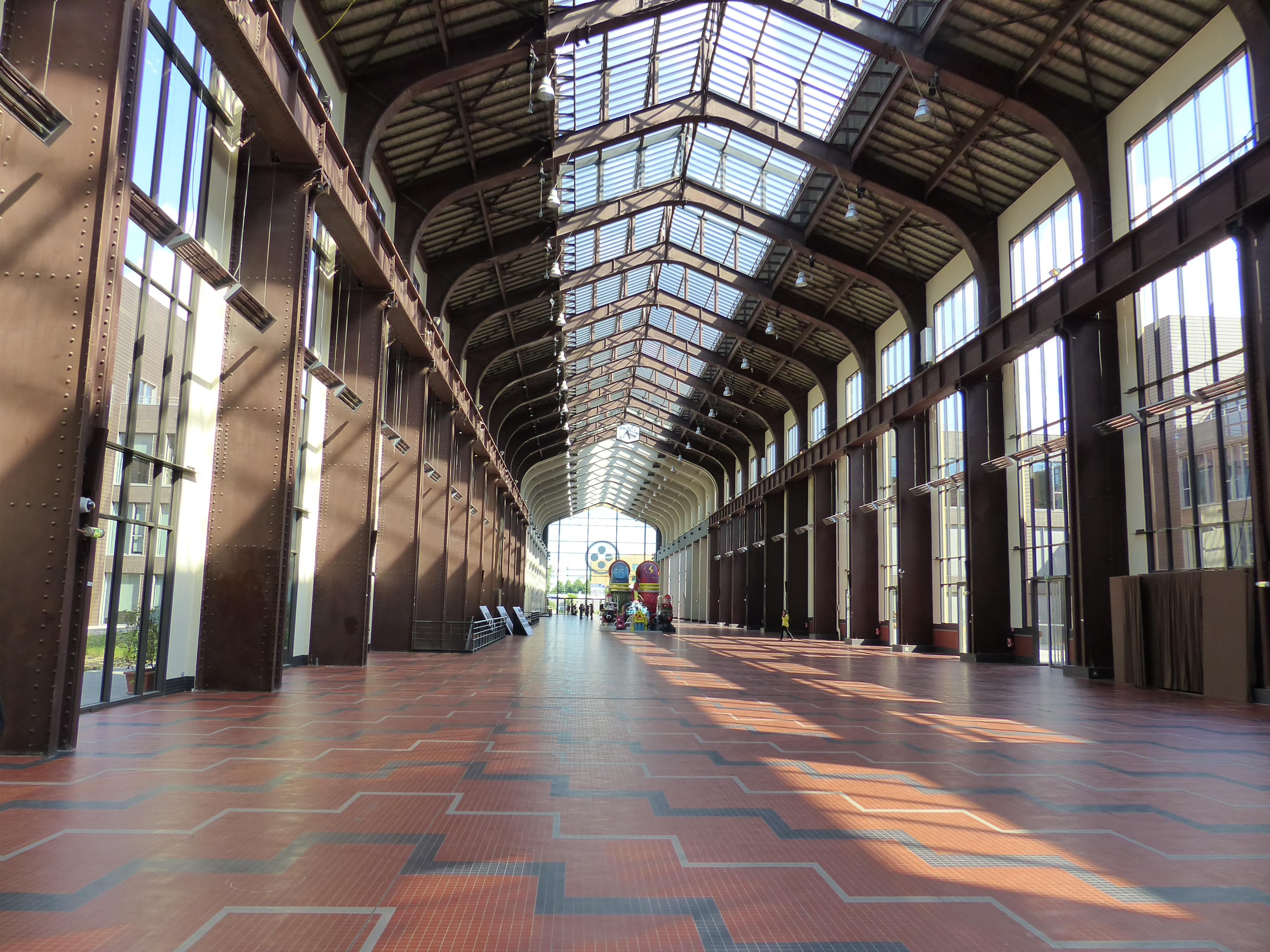
Die Cité du cinéma in Saint-Denis

Die Dreharbeiten wurden am 4. Januar 2016 in der Cité du cinéma in Saint-Denis, im Norden von Paris, begonnen und am 3. Juni 2016 nach 91 Drehtagen beendet. Ursprünglich waren 115 Drehtage angesetzt. Die gesamten Produktionskosten sollen sich auf 180 Millionen US-Dollar belaufen, womit der Film die teuerste europäische Produktion überhaupt wäre, auch im Vergleich zum Film Cloud Atlas mit Produktionskosten von 100 Millionen US-Dollar, einer der bislang teuersten deutschen Produktionen.
Der Film wurde nicht in 3D und auch ohne 3D-Kamera gedreht, da Besson den Konvertierungsprozess inzwischen für gut genug hielt, um diesen Effekt durch eine Nachbearbeitung des Materials zu erzeugen, und es gewisse Einschränkungen in der Inszenierung mit sich bringe, den Film in 3D zu drehen. Die meisten der Aliens, Besson schätzt den Anteil auf mindestens 90 Prozent, wurden von echten Menschen gespielt, häufig wurden die Aufnahmen jedoch anschließend am Computer nachbearbeitet.
Weil Besson von dem Raumschiff Intruder (auf Deutsch Eindringling) – auch bezeichnet als Astroship XB982 – aus den Comics sehr beeindruckt war, legte er großen Wert auf dessen besondere Rolle im Film. Hier wirke der Intruder, so Besson, wie eine dritte Hauptfigur und ein Wesen, um das sich Valerian und Laureline kümmern und das sie reparieren müssen, weil sie ohne das Raumschiff in der Zeit verloren wären und ihre Reise zu Fuß weiterführen müssten. In den Comics wurde der Intruder erstmals 1969 vorgestellt. Das intergalaktische Raumschiff wurde darin in den frühen 2700er Jahren in China hergestellt und ermöglicht Valerian und Laureline das Reisen durch Zeit und Raum, bis hin zu mehr als 100 Millionen Lichtjahren entfernten Sternensystemen. Der Intruder ist mit einem Supercomputer namens Alex ausgestattet und wurde mit einem Sinn für Humor programmiert.
Einige Aufnahmen wurden aus der Third-Person-Perspektive gefilmt, wie man sie aus Videospielen kennt, so eine Actionsequenz mit Valerian, der bei einer Verfolgungsjagd einen Parkour-Lauf durch einen Sektor der Raumstation Alpha vollführt.
Die Geschichte von Valerian – Die Stadt der tausend Planeten erstreckt sich über 24 Stunden, den Geburtstag der Filmheldin Laureline, wobei der Film eine Laufzeit von zwei Stunden und 15 Minuten hat.

### Filmmusik

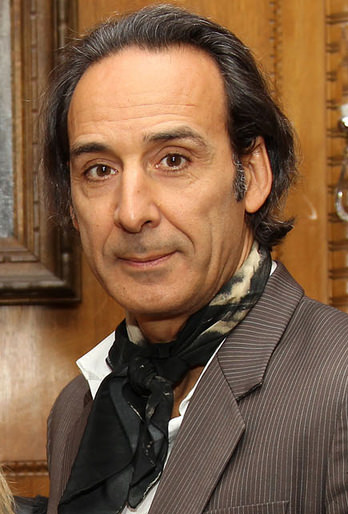
Alexandre Desplat

Der französische Komponist und Oscar-Preisträger Alexandre Desplat übernahm die Arbeiten an der Filmmusik. Die Aufnahme erfolgte am 24. Februar 2017 im Studio 104 der Maison de la Radio in Paris. Desplat dirigierte hierbei 95 Musiker des Orchestre National de France von Radio France und 49 Sänger des Chœurs de Radio France. Von 20. bis 28. Februar 2017 hatten in der Maison de la Radio, das den französischen Rundfunksender Radio France beherbergt, auch Konzerte stattgefunden, bei denen von Desplat komponierte Stücke gespielt wurden, darunter auch Auszüge der Musik zu Valerian – Die Stadt der tausend Planeten. Diese Konzerte wurden in der Morgenshow des Senders übertragen.
Das Soundtrack-Album umfasst 32 Stücke auf zwei CDs verteilt und wurde am 21. Juli 2017 von EuropaCorp veröffentlicht. Auf der ersten CD finden sich vor allem Songs bekannter Musiker, aber auch der Song I Feel Everything der Schauspielerin Cara Delevingne. Dieser Song wurde im Juli 2017 als Single gleichzeitig mit einem Musikvideo veröffentlicht. Delevingne gab mit dem Song ihr Debüt als Sängerin. Bessons Nichte Alexiane steuerte das Lied im Abspann von A Million on My Soul bei, mit dem bereits ein Trailer zum Film unterlegt war. Auf der zweiten CD finden sich große Teile der Filmmusik von Alexandre Desplat.

### Marketing und Veröffentlichung
Im März 2016 wurden fünf Fotos veröffentlicht, die unter anderem Dane DeHaan und Cara Delevingne während der Dreharbeiten zeigten und auch ein Bild von K-Tron enthielten, einem roboterhaften Polizisten, den Luc Besson jedoch als unwichtig für die Handlung beschrieb und der nur die Vielzahl von Figuren verdeutlichen sollte, die im Film auftauchen.
Im April 2016, gleichzeitig mit der Verleihung der MTV Movie Awards, wurde ein Behind-the-Scenes-Featurette vorgestellt, in dem neben den beiden Hauptdarstellern auch Rihanna in ihrer Rolle zu sehen ist und kurze Ausschnitte der Dreharbeiten gezeigt wurden.
Am 21. Juli 2016 stellte Besson zusammen mit den beiden Hauptdarstellern im Rahmen der Comic-Con in San Diego erstes bewegtes Bildmaterial mit einer Laufzeit von insgesamt sieben Minuten vor. Sven Pfizenmaier von Moviepilot berichtet, die vier gezeigten Szenen seien vom Publikum mit zügelloser Euphorie entgegengenommen worden.
Anfang November 2016 wurde ein erster Trailer zum Film veröffentlicht, der mit dem Song Because von den Beatles unterlegt war. Ein erstes deutsches Filmplakat wurde Ende März 2017 vorgestellt. Zur gleichen Zeit lief erstmals ein erster Lang-Trailer. Am 10. Juli 2017 feierte der Film seine Weltpremiere.
In Deutschland wird der Film von Universum Film verliehen. Die Fernsehrechte liegen bei RTL Television. Der Film kam am 20. Juli 2017, und damit nahezu 50 Jahre nach der Erstveröffentlichung der adaptierten Comic-Serie, in die deutschen Kinos; einen Tag später kam er in die französischen und US-amerikanischen Kinos. Nach einer achtwöchigen Pause für ausländische Filme kam Valerian – Die Stadt der tausend Planeten am 25. August 2017 in die chinesischen Kinos. Auch wenn der Film nicht in 3D gedreht wurde, kann man ihn in 3D sehen. Universum Film hat Valerian – Die Stadt der Tausend Planeten im November 2017 auch auf Ultra HD Blu-ray veröffentlicht.

## Rezeption

### Altersfreigabe
In den USA wurde der Film von der MPAA als PG-13 eingestuft. In Deutschland ist der Film FSK 12. In der Freigabebegründung heißt es: „Der Film ist sehr bildgewaltig und enthält einige rasante Actionszenen. Gewalthandlungen werden jedoch meist aus der Distanz gezeigt und sind unblutig inszeniert. Daher steht hier keine Überforderung bei Zuschauern ab 12 Jahren zu befürchten. Inhaltlich behandelt der Film Themen wie Machtmissbrauch, Krieg und Frieden, Ökologie und Bürgerrechte. Für Kinder ab 12 Jahren ist dabei klar verständlich, dass der Film für Werte wie Frieden, Liebe und Gleichberechtigung im Hinblick auf Geschlechterrollen plädiert.“

### Kritiken
Auf Rotten Tomatoes wurden 48 % der professionellen Kritiken als positiv eingestuft. Die durchschnittliche Bewertung liegt bei 5,5/10 Punkten.
Nachdem Journalisten bei der Comic-Con in San Diego vier Szenen des Films gezeigt worden waren, meinte Angela Watercutter von Wired, Luc Bessons neustes Werk sehe fantastisch aus und sei ein Film, von dem Science-Fiction-Fans träumen. Der Film sei genau das, was Hollywood gerade brauche. Watercutter hebt zudem die zauberhafte schauspielerische Leistung von Cara Delevingne und dem meist wunderbar schrägen Schauspieler Dane DeHaan hervor.
Bilge Ebiri von The Village Voice meint, der Film sei vor allem optisch brillant, man solle aber nicht so sehr auf die Geschichte oder die Figuren achten. Besonders beeindruckt zeigt sich Ebiri von den gezeigten Stränden und den riesigen Muscheln, die im neonblauen Wasser verstreut sind.
Peter Debruge von Variety meint, die Kreativität von Besson, der einem eine verrückte Umgebung und atemberaubende computergenerierte außerirdische Figuren vorstelle, lasse die Unebenheiten des Films vergessen. Dieser sei so gestaltet, dass der Zuschauer von einem Cliffhanger zum nächsten getrieben werde, was gut funktioniere, auch wenn er einem keine klare Vorstellung davon gebe, worin die Mission des Duos eigentlich besteht.
Andreas Borcholte von Spiegel Online sagt, der Regisseur setze mit dem Film dem US-Blockbusterkino eine umwerfende visuelle Alternative entgegen und wisse, wie er den Zuschauer in seinen Bann schlagen kann, was sich gleich zu Beginn des Films in der Strandidylle des indigenen Pearl-Volks auf dem fremden Planeten zeige. Besson ordne exotischste Umgebungen und Kreaturen der Beiläufigkeit seines rasanten Plots unter und lasse seine Helden zwischen Virtual Reality und realer Handlung hin- und herspringen, was so virtuos wie großspurig sei, weil solche Bilder im Kino so noch nicht zu sehen waren. Zum Filmtitel sagt Borcholte, dieser führe in die Irre, weil nicht Valerian, sondern Laureline der eigentliche Star des Films sei und sagt über Cara Delevingne, diese erweise sich als perfekte Wahl für die Rolle einer tollkühnen und sarkastischen, aber auch sanftmütigen Heldin.
Lars-Olav Beier schreibt im Spiegel, Valerian wirke wie eine süße Bonbonniere, die dem Zuschauer unaufhörlich Süßigkeiten reinstopfe. Regisseur Besson verirre sich in seinem unendlichen Universum; der Film bestehe weitgehend aus Wimmelbildern. „Der Regisseur ist ein Mann mit bewundernswertem Elan, aber ohne Plan.“ Beier verweist andererseits darauf, dass Besson 20 Jahre zuvor mit Das fünfte Element einen Film gedreht habe, für den er damals verspottet worden sei. Beier: „Heute ist der Film Kult. Es hat eben seinen Preis, der Zeit voraus zu sein. Aber auch seinen Reiz.“
Die Redaktion von Cinema urteilt: „Mit dieser Comicadaption bringt Luc Besson den teuersten europäischen Film aller Zeiten ins Kino. Reisen durch Raum und Zeit sind eine trickreiche Angelegenheit und nur für Experten. Valerian und seine Partnerin Laureline sind solche Spezialisten, die zu jeder Zeit und an jedem Ort im Universum für Recht und Ordnung sorgen sollen. Mit der Adaption einer Comicserie, die ihren Ursprung in den 1960er-Jahren und damit bereits fünfzig Lenze auf dem Buckel hat, ist Luc Besson ein vergnügliches Science-Fiction-Abenteuer gelungen, dessen Tricktechniken durch und durch zeitgemäß wirken, das fantastische Bilderwelten entwirft, mit einem schauspielerisch überragenden Supermodel daherkommt und ganz unaufdringlich und in bescheidenem Ton ein hochaktuelles Plädoyer für mehr Toleranz in unserer Gesellschaft abgibt. Schön auch, dass so einige augenzwinkernde Übertreibungen dem Zuschauer so manches Grinsen ins Gesicht zaubern. Unterm Strich liefert der Film unkomplizierte und unbeschwerte Unterhaltung für jedermann.“

### Einspielergebnis
Der Film erreichte nach seinem Start in einer Reihe von Ländern die Spitze der Kinocharts, darunter in Frankreich, Russland und Polen. In China, wo der Film ebenfalls Platz 1 der Kinocharts erreichte, spielte er an seinem Startwochenende 28,9 Millionen US-Dollar ein. In Deutschland verzeichnete der Film am Startwochenende 228.011 Besucher. Damit stieg er auf dem zweiten Platz in die Kinocharts ein. Insgesamt verzeichnete der Film bis Februar 2018 in Deutschland 1.057.689 Besucher.
Die weltweiten Einnahmen des Films aus Kinovorführungen beliefen sich auf 225,9 Millionen US-Dollar. Bei Produktionskosten von rund 180 Millionen US-Dollar blieb der Film deutlich hinter den Erwartungen zurück.

### Auszeichnungen
Am 4. Dezember 2017 wurde bekannt, dass der Film zu den 20 Vornominierungen für die Oscarverleihung 2018 in der Kategorie Beste visuelle Effekte gehörte. Am 18. Dezember 2017 wurde bekannt, dass es der Film auf die Shortlist mit 10 Filmen in dieser Kategorie geschafft hatte. Die folgende Auflistung enthält eine Auswahl der bekanntesten Preisverleihungen.
Annie Award 2018
- Nominierung in der Kategorie Character Animation in a Live Action Production[56]

Europäischer Filmpreis 2018
- Nominierung für den Publikumspreis (Luc Besson)[57]

Saturn-Award-Verleihung 2018
- Nominierung als Bester Science-Fiction-Film
- Nominierung für die Beste Ausstattung (Hugues Tissandier)
- Nominierung für die Besten Kostüme (Olivier Bériot)[58]

Teen Choice Awards 2017
- Nominierung als Choice summer movie actress (Cara Delevingne)[59]

### Sonstiges
Seit der Neueröffnung der Dunkelachterbahn Eurosat im Europa-Park beinhaltet diese eine Virtual-Reality-Attraktion namens Eurosat Coastiality, in der die Besucher mit Hilfe eines VR-Headsets ein Abenteuer erleben können, das vor dem Hintergrund des Films „Valerian – Die Stadt der tausend Planeten“ spielt. Die Attraktion wurde in Zusammenarbeit mit Luc Besson entworfen.

## Fortsetzung
Im Herbst 2016 sprach Besson erstmals konkret über eine mögliche Fortsetzung des Films. Sollte der Film beim Publikum ankommen und sich als Erfolg erweisen, so Besson, stehe einer oder mehreren Fortsetzungen nichts im Wege.
Besson stellte daraufhin bereits vor Kinostart das Drehbuch für einen zweiten Teil fertig, darüber hinaus startete er mit dem Drehbuch eines dritten Teils.
Nach dem schlechten Einspielergebnis gab es keine weiteren Meldungen mehr bezüglich einer möglichen Fortsetzung; diese erscheint unwahrscheinlich.